# Гейн Второй, Якоб де
Якоб де Гейн Второй, также Жак де Гейн II (фр. Jacob de Gheyn II; ок. 1565, Антверпен — 29 марта 1629, Гаага) — голландский рисовальщик, живописец и гравёр периода северного маньеризма. Сын Якоба де Гейна Первого, ученик и последователь Хендрика Гольциуса.

## Биография
Якоб де Гейн родился в Антверпене и получил первое образование у отца, Якоба де Гейна Первого, живописца по стеклу, рисовальщика и гравёра. В 1585 году он переехал в Харлем, где в течение следующих пяти лет учился у знаменитого гравёра Хендрика Гольциуса. В середине 1590-х годов он переехал в Лейден.
Его ранние произведения привлекли внимание богатых покровителей, и его первым заказом от Морица Нассауского, принца Оранского стала гравюра «Осада Гертруйденберга». Это событие, происходившее с 27 марта по 24 июня 1593 года, было скорее демонстрацией силы принца Мoрица, чем настоящей войной. Последующие рисунки и гравюры на эту тему способствовали распространению образа принца как способного военачальника.

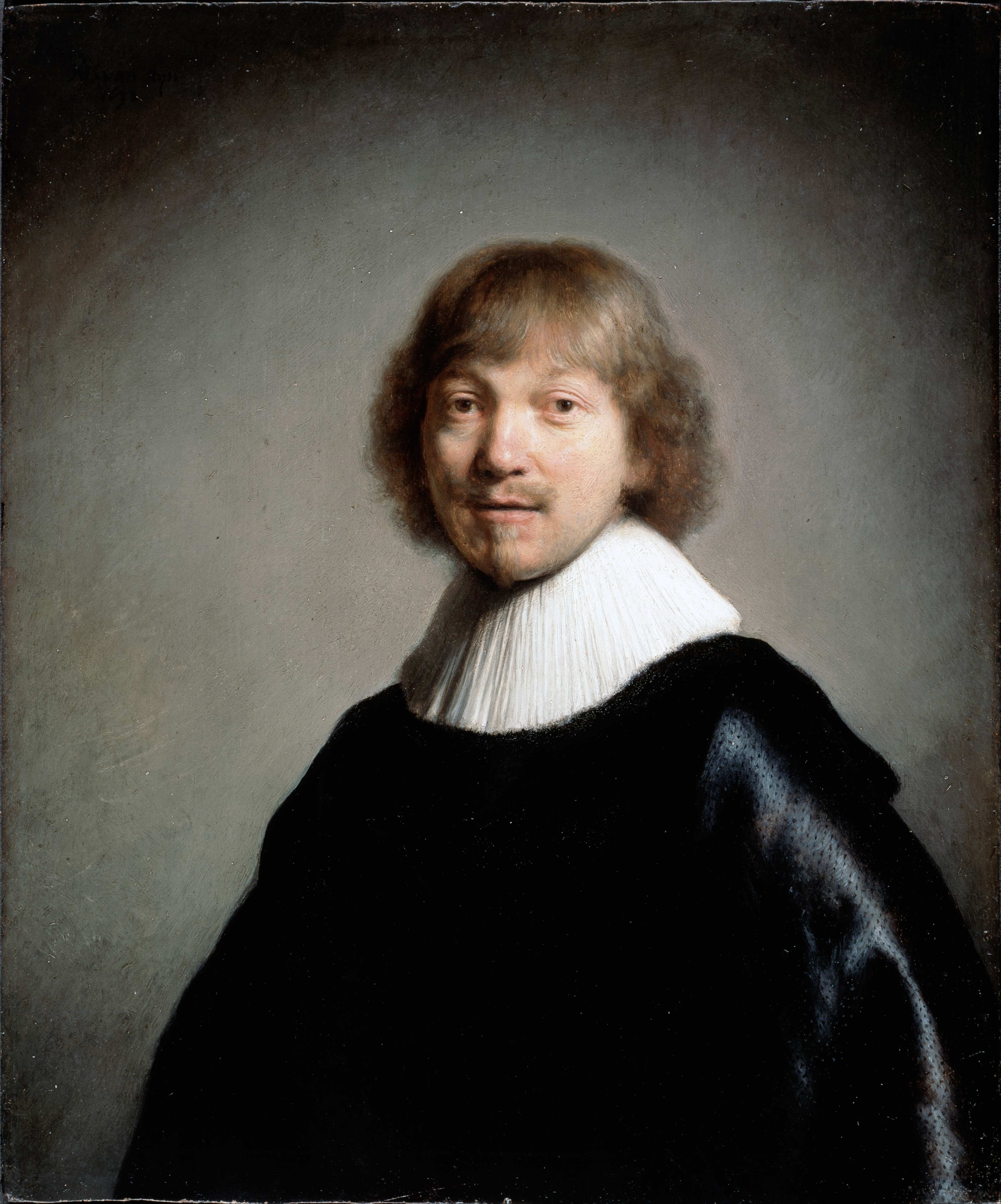
Рембрандт. Портрет Якоба де Гейна III. Ок. 1632. Дерево, масло. Далиджская картинная галерея, Лондон

Около 1600 года де Гейн отказался от гравюры резцом и сосредоточился на живописи и офорте. Переехав в 1605 году в Гаагу, он стал работать на голландскую королевскую семью, проектируя для принца Морица Оранского сад в Бейтенхофе, в котором были созданы два первых в Нидерландах павильона-грота. После смерти в 1625 году принца Морица де Гейн стал работать на его брата, Фредерика Генриха.
Вместе с Гольциусом де Гейн создал одну из первых в голландском искусстве картин с обнажённой женской натурой. Он также написал самые ранние в Европе натюрморты в стиле ванитас, а также натюрморты из цветов. В 1606 году Генеральные штаты заказали художнику цветочный натюрморт для королевы Марии Медичи за огромную сумму в шестьсот гульденов (эта картина позднее была утеряна).
Де Гейну приписывают создание более 1500 рисунков, включая пейзажи и иллюстрации по естественной истории. Он создал 117 гравюр для военного руководства «The Exercise of Armes».
В 1595 году де Гейн женился на Еве Штальперт ван дер Виле из Мехелена. Его сын, Якоб де Гейн III, родился в 1596 году, стал гравёром, произведения отца и сына бывает трудно различить.
Де Гейн Третий стал моделью портрета работы Рембрандта: Портрет Якоба де Гейна III (ок. 1632).
Рисунки семьи Де Гейн попали в бельгийскую художественную коллекцию семьи Де Грез (De Grez), так называемую Коллекцию де Грез. Вся коллекция в 1914 году была передана в дар Брюссельскому музею изящных искусств.
В санкт-петербургском Эрмитаже имеется картина де Гейна Второго «Стрелок и молочница».

## Галерея

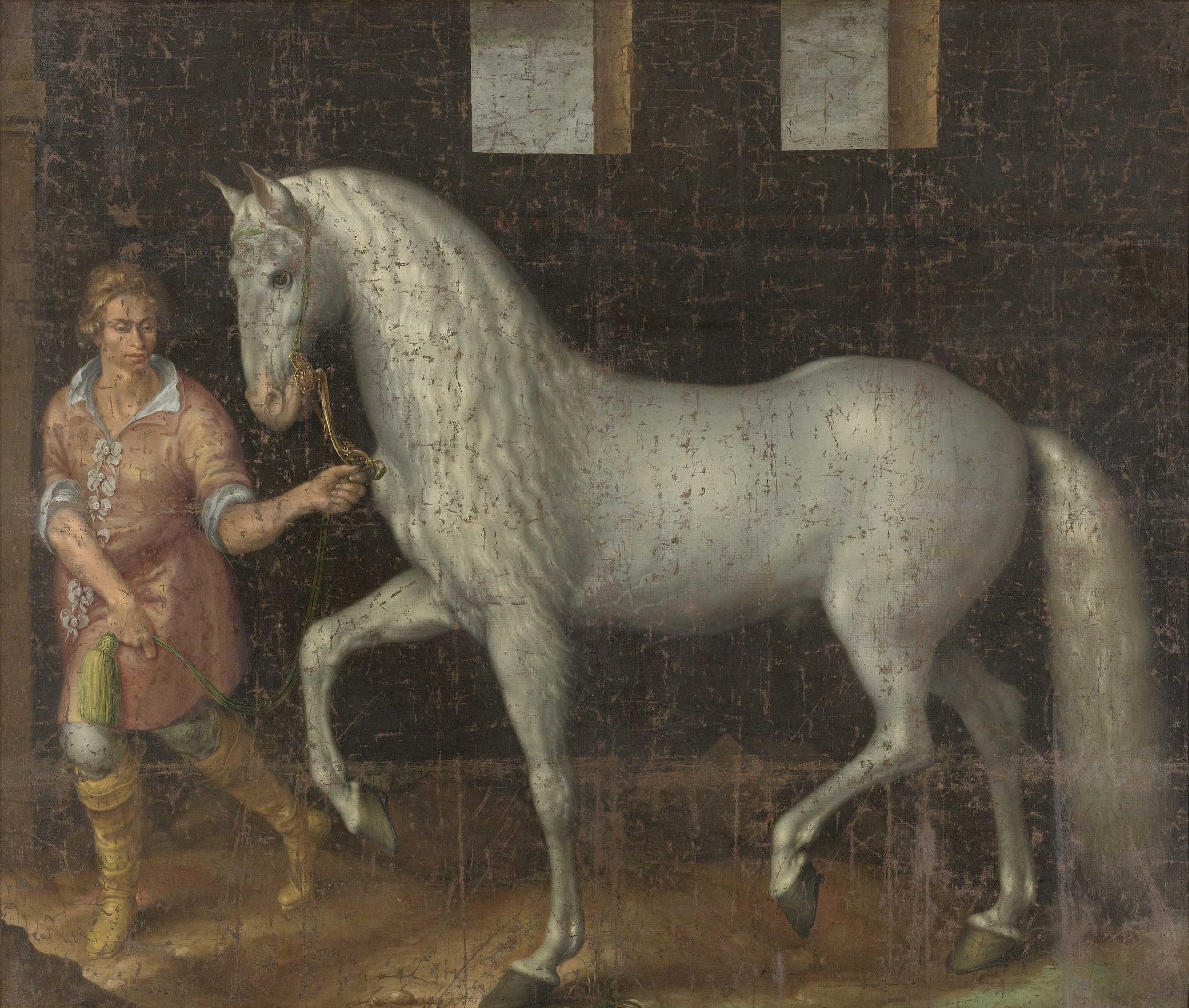
Испанский боевой конь, захваченный Луи Гюнтером Нассауским у эрцгерцога Альберта Австрийского в битве при Ньюпорте и переданный в дар Рейксмюсеуму принца Морица. 1603. Холст, масло. Рейксмюсеум, Амстердам
Молодая женщина оплакивает погибших голубя, куропатку и зимородка. Ок. 1620. Дерево, масло. Национальный музей изобразительных искусств, Стокгольм
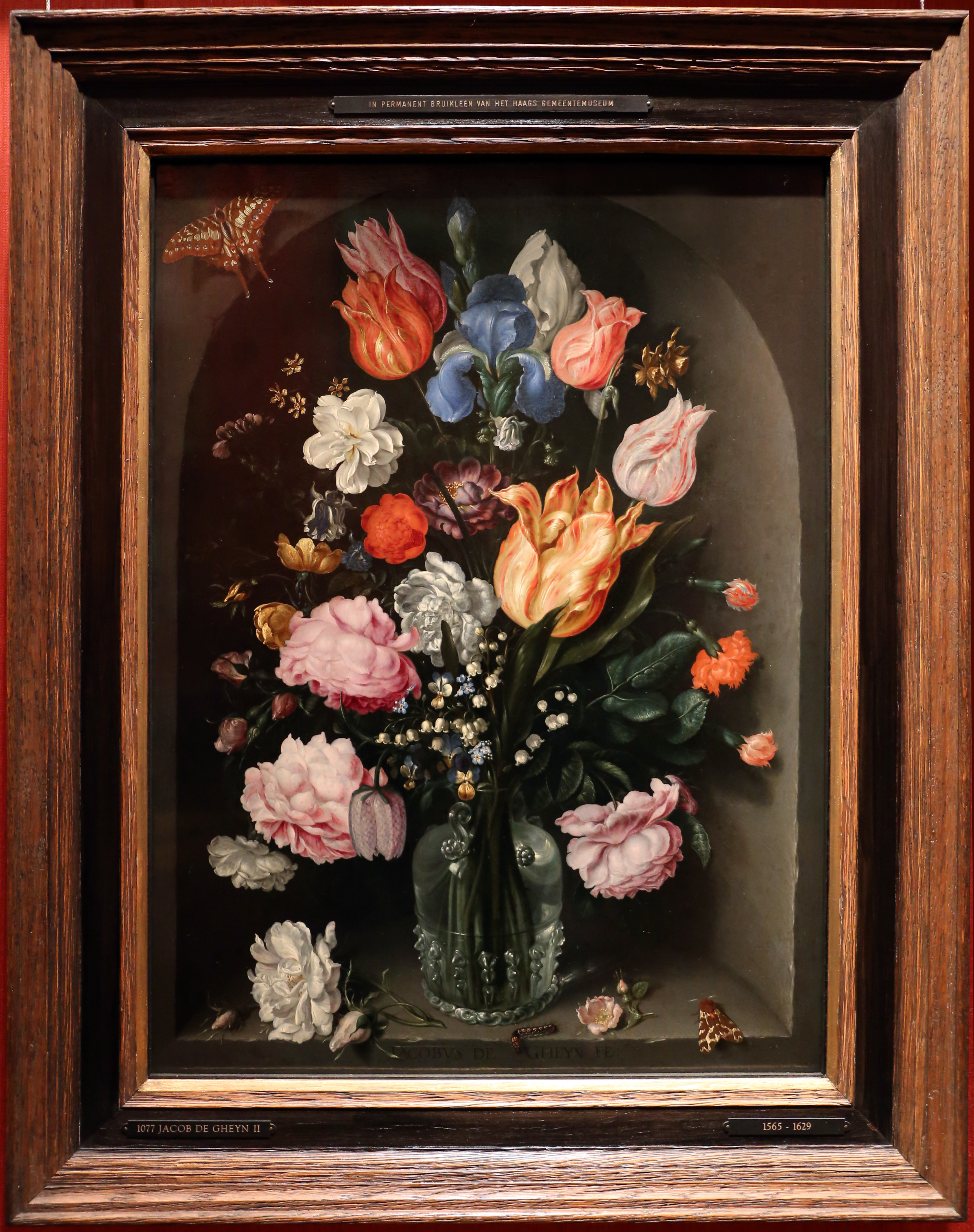
Цветы в стеклянной бутыли. 1612. Дерево, масло. Маурицхёйс, Гаага
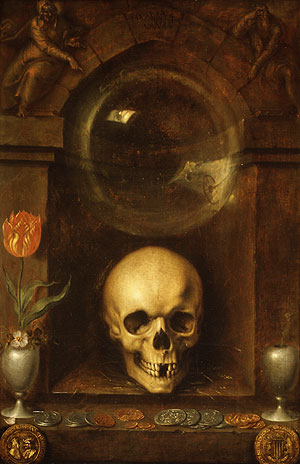
Vanitas (Бренность). 1603. Дерево, масло. Метрополитен-музей, Нью-Йорк
Венера и Купидон. Между 1605 и 1610. Дерево, масло. Рейксмюсеум, Амстердам
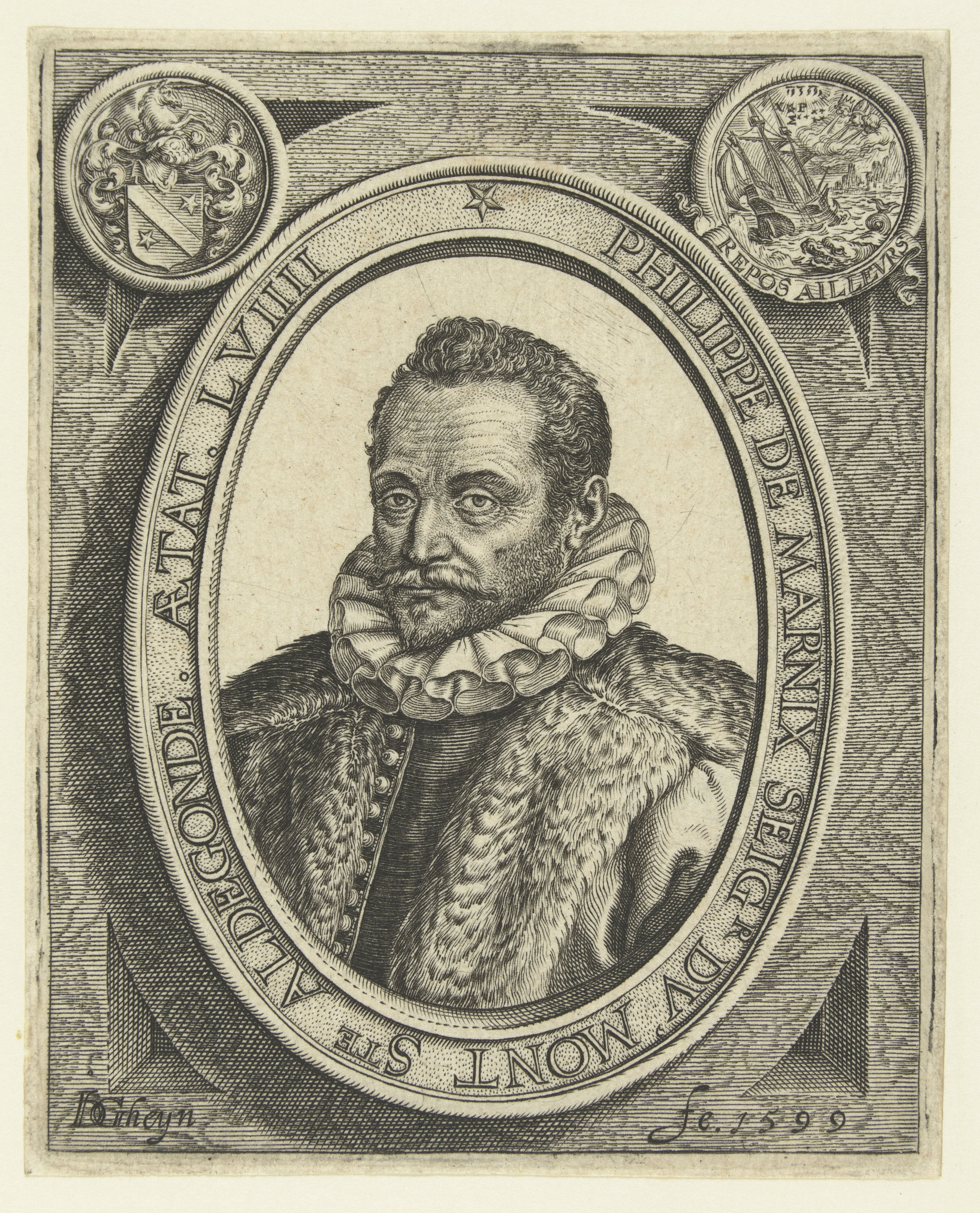
Портрет Филипса ван Марникса, сеньора Синт-Альдегонде. 1599. Офорт
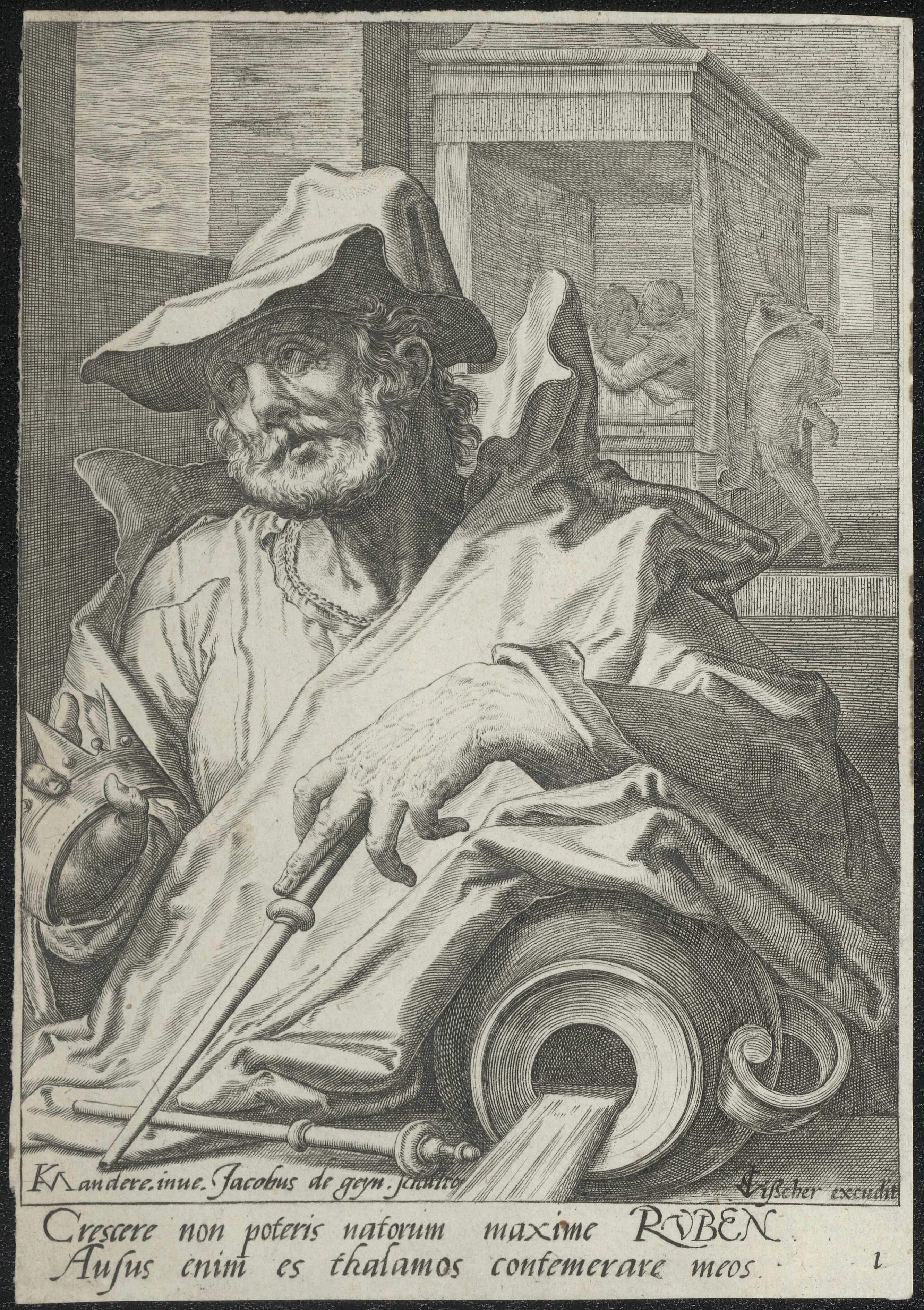
Рувим, сын Иакова. офорт